# Corrado Pizziolo
Corrado Pizziolo (Scandolara di Zero Branco, 23 december 1949) is een Italiaans geestelijke en bisschop van de Katholieke Kerk.
Hij studeerde aan de seminaries van Treviso en werd op 20 september 1975 priester gewijd. Hij werkte tot 1981 als pastoor in San Martino di Lupari. Tussen 1981 en 1985 werkte hij aan het grootseminarie van Treviso. Onderwijl behaalde hij een doctoraat in de theologie aan de Theologische Faculteit van Noord-Italië in Turijn. Hij werd vervolgens hoogleraar aan het seminarie van Treviso en daarna vicaris-generaal van het bisdom Treviso, alsmede kanunnik van het kathedraal kapittel aldaar.
Op 19 november 2007 benoemde paus Benedictus XVI Pizziolo tot bisschop van Vittorio Veneto. Hij werd in januari 2008 gewijd.